# Willy Schultes
Wilhelm „Willy“ Schultes (* 28. Januar 1920 in München; † 19. November 2005 ebenda) war ein deutscher Volksschauspieler.

## Leben
Wilhelm Schultes, der im Münchner Stadtteil Sendling geboren wurde, wuchs dort in der Valleystraße auf und wurde bereits im Alter von zehn Jahren von der Ehefrau des Intendanten des Bayerischen Rundfunks für den Hörfunk entdeckt. Im Jahr 1937 spielte er in dem Streifen Der Katzensteg seine erste Filmrolle. Es folgten Gastspiele in Heimatfilmen der 1950er-Jahre und schließlich der Komödienstadel, der ihm zu einem raschen Aufstieg verhalf. Hier war er häufig als Gemeindediener bzw. Mitglied des Gemeinderats zu sehen.
Schultes wirkte in unzähligen Fernsehserien mit, darunter in Münchner Geschichten, Königlich Bayerisches Amtsgericht, Der Kommissar und Die seltsamen Methoden des Franz Josef Wanninger, außerdem in Komödien, Sex-Filmen und im Jahr 1966 in einer Folge des Straßenfegers Stahlnetz. Schultes wird oftmals als „Bayerns bester unbekannter Volksschauspieler“ bezeichnet; denn obwohl er im Laufe seiner Karriere in mehr als 160 Film-und-Fernsehproduktionen mitwirkte, brachte er es nie zu einer solchen Berühmtheit wie seine Kollegen Gustl Bayrhammer, Fritz Straßner oder Erni Singerl. Trotzdem konnte er durch kleine Nebenrollen, in denen er die Charaktere in seiner zünftig-bärbeißigen Art verkörperte, einen andauernden Wiedererkennungseffekt beim Publikum erzeugen. Für seine Verdienste wurde der Darsteller 1993 mit dem Bundesverdienstkreuz am Bande und 1995 mit dem Bayerischen Verdienstorden ausgezeichnet.
Im Januar 2005 feierte Willy Schultes seinen 85. Geburtstag und sein 75. Bühnenjubiläum. Am 19. November 2005 starb er nach längerer Erkrankung. Seine Grabstätte befindet sich auf dem Münchner Waldfriedhof. Die Öffentlichkeit wurde erst eine Woche später informiert. Er wohnte zuletzt in der Vingerstraße, die zur Siedlergemeinschaft Kurparksiedlung im Münchner Stadtteil Hadern gehört.

## Filmografie (Auswahl)
- 1936: Standschütze Bruggler
- 1937: Der Katzensteg
- 1937: Die Stimme des Herzens
- 1938: Frau Sixta
- 1939: Der arme Millionär
- 1941: Hochzeitsnacht
- 1957: Wetterleuchten um Maria
- 1957: Jägerblut
- 1958: Der Arzt von Stalingrad
- 1958: Mein Mädchen ist ein Postillion
- 1958: Taiga
- 1959: Laß mich am Sonntag nicht allein
- 1959: Alle lieben Peter
- 1959: Bei der blonden Kathrein
- 1959: So weit die Füße tragen
- 1960: … und keiner schämte sich
- 1960: Der Vogelhändler
- 1961: Die vor die Hunde gehen
- 1961: Unternehmen Kummerkasten
- 1961: Doppelselbstmord
- 1961: Die drei Wünsche
- 1961–1963: Funkstreife Isar 12 (Fernsehserie, 6 Folgen)
- 1962: Die türkischen Gurken
- 1962: Der Pastor mit der Jazztrompete
- 1963: Räubergeschichten
- 1964: Kommissar Freytag (Fernsehserie, 2 Folgen)
- 1964: Die fünfte Kolonne (Fernsehserie, 1 Folge)
- 1964: Die drei Scheinheiligen
- 1965: Kostenpflichtig zum Tode verurteilt (Fernsehfilm)
- 1966: Das Bohrloch oder Bayern ist nicht Texas
- 1966: Onkel Filser – Allerneueste Lausbubengeschichten
- 1966: Stahlnetz (Fernsehserie, 1 Folge)
- 1966–1967: Die seltsamen Methoden des Franz Josef Wanninger
- 1967: Das Kriminalmuseum (Fernsehserie, 1 Folge)
- 1967: Wenn Ludwig ins Manöver zieht
- 1967: Der Röhm-Putsch
- 1968: Der Holledauer Schimmel
- 1969: Unser Doktor ist der Beste
- 1969: Engelchen macht weiter – hoppe, hoppe Reiter
- 1969: Der Bettenstudent oder: Was mach’ ich mit den Mädchen?
- 1969–1971: Königlich Bayerisches Amtsgericht (Fernsehserie, 9 Folgen)
- 1969–1972: Salto Mortale (Fernsehserie, 3 Folgen)
- 1969–1972: Pater Brown (Fernsehserie, 2 Folgen)
- 1970: Jonathan
- 1970: O Happy Day
- 1970–2005: Der Komödienstadel (Fernsehserie, 9 Folgen)
- 1971: Das haut den stärksten Zwilling um
- 1971: Die Reise nach Steiermark
- 1972: Krankenschwestern-Report
- 1972: Die Lokalbahn
- 1972: Alpha Alpha (Fernsehserie, 1 Folge)
- 1972: Im bayerischen Stil
- 1972: Tatort: Münchner Kindl
- 1973: Geh, zieh dein Dirndl aus
- 1973: Was Schulmädchen verschweigen
- 1973: Tschetan, der Indianerjunge
- 1974: Charlys Nichten
- 1974–1975: Der Kommissar (Fernsehserie, 2 Folgen)
- 1974–1975: Münchner Geschichten (Fernsehserie, 3 Folgen)
- 1975: Sondertribunal – Jeder kämpft für sich allein
- 1975: Bitte keine Polizei (Fernsehserie, 1 Folge)
- 1976: Schulmädchen-Report. 10. Teil: Irgendwann fängt jede an
- 1976: Zwickelbach und Co.
- 1976: Inspektion Lauenstadt (Fernsehserie, 1 Folge)
- 1977: Die Vertreibung aus dem Paradies
- 1977: Die Jugendstreiche des Knaben Karl
- 1977: Drei sind einer zuviel
- 1977: Drei Schwedinnen in Oberbayern
- 1977–1988: Polizeiinspektion 1 (Fernsehserie, 8 Folgen)
- 1978–1997: SOKO München (Fernsehserie, 4 Folgen)
- 1978–1994: Der Alte (Fernsehserie, 8 Folgen)
- 1979–1996: Derrick (Fernsehserie, 9 Folgen)
- 1979–1988: Der Millionenbauer (Fernsehserie, 5 Folgen)
- 1979: Anton Sittinger
- 1979: Der Ruepp
- 1979: Tatort: Ende der Vorstellung
- 1980: Krelling
- 1984–1995: Weißblaue Geschichten (Fernsehserie, 9 Folgen)
- 1984: Der letzte Stammtisch (Kurzfilm); Regie: Rainer Erler
- 1985: Politik und Führerschein
- 1986: Verkehrsgericht (Fernsehserie, 2 Folgen)
- 1986: Schafkopfrennen
- 1987: Ein Heim für Tiere (Fernsehserie, 2 Folgen)
- 1987: Tatort: Die Macht des Schicksals
- 1988: Tatort: Gebrochene Blüten
- 1990: Das schreckliche Mädchen
- 1990: Heidi und Erni
- 1991: Wer Knecht ist, soll Knecht bleiben
- 1992: Widerspenstige Viktoria
- 1993: Geschichten aus der Heimat (Fernsehserie)
- 1993: Lindenstraße (Fernsehserie, 2 Folgen)
- 1993: Forsthaus Falkenau (Fernsehserie, 2 Folgen)
- 1994: Diese Drombuschs (Fernsehserie, 2 Folgen)
- 1995–2000: Café Meineid (Fernsehserie, 2 Folgen)
- 1995: Mompen!?
- 1996: Der Bulle von Tölz (Fernsehserie, 1 Folge)
- 2001: Siska (Fernsehserie, 1 Folge)
- 2001: Alle meine Töchter (Fernsehserie, 1 Folge)
- 2001–2002: In aller Freundschaft (Fernsehserie, 3 Folgen)
- 2002: Ein Hund für alle Fälle
- 2002: Santa Claudia
- 2003: Der zweite Frühling
- 2005: Willkommen daheim